# MA (Zeitschrift)

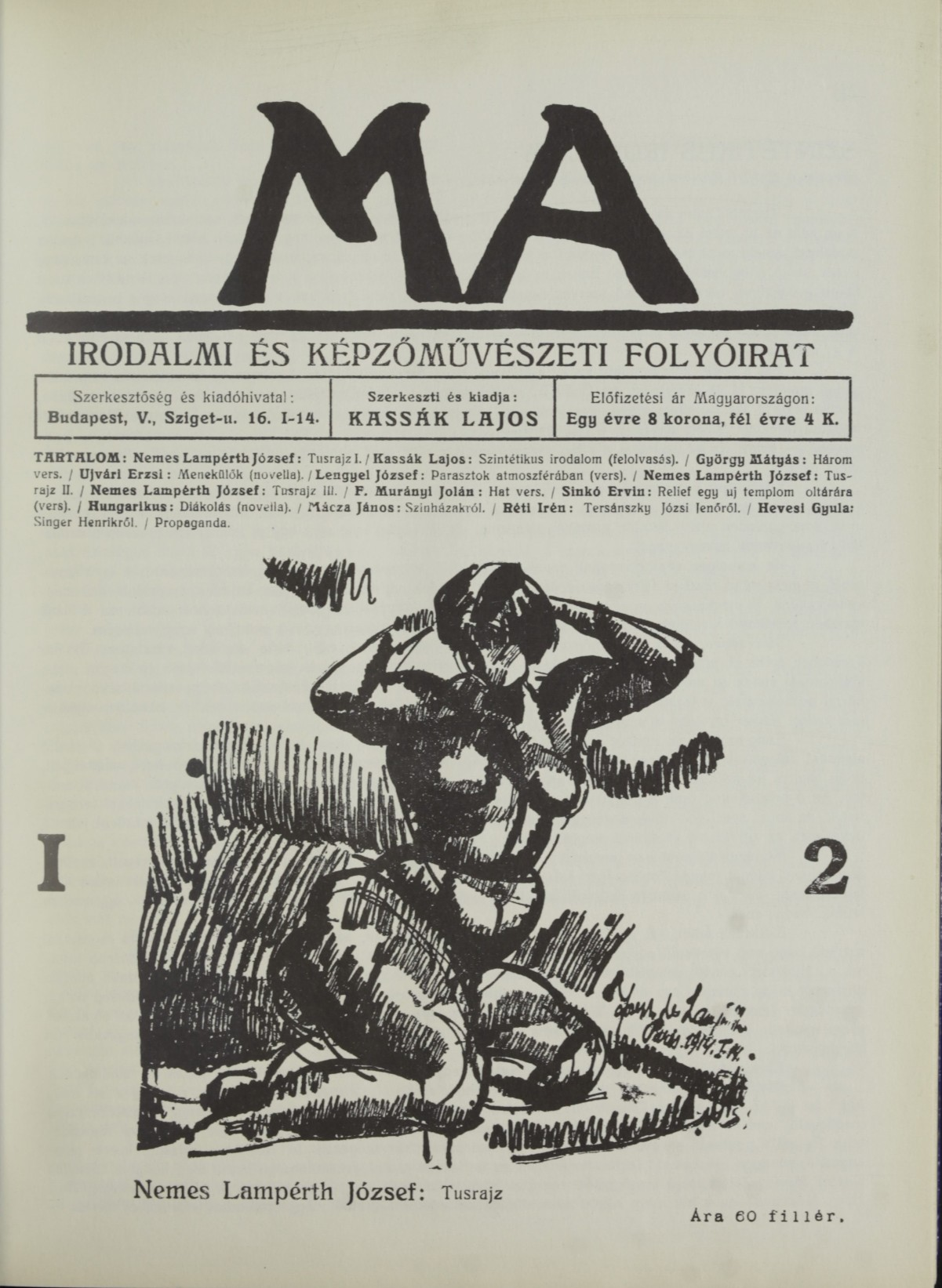
József Nemes Lampérth: Tusrajz. Titelblatt 1916 Heft 2

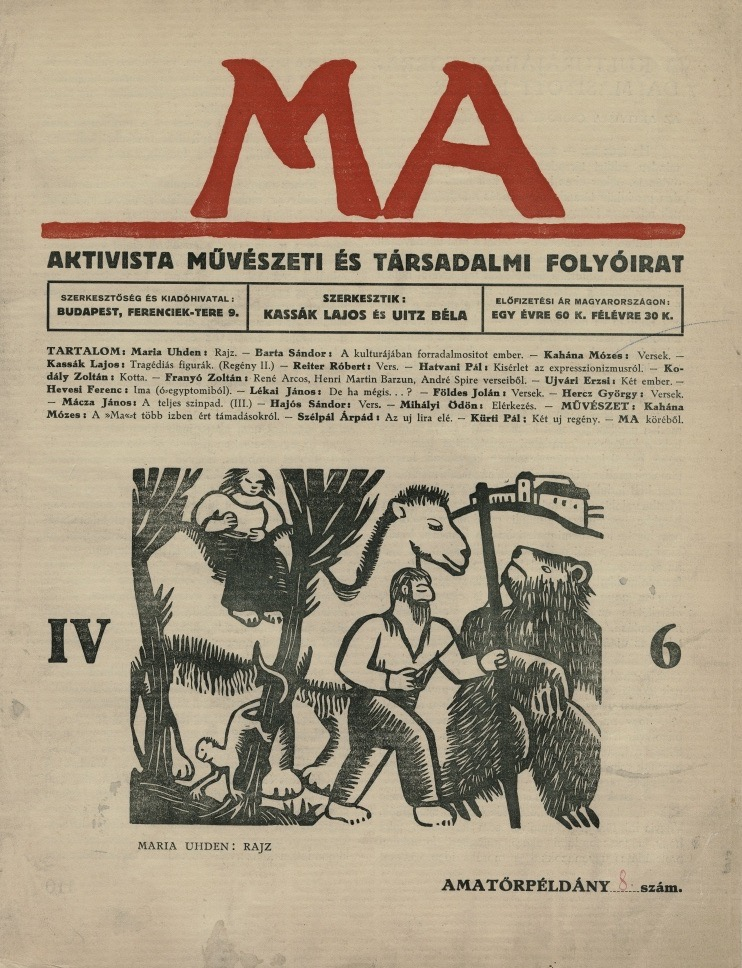
Maria Uhden, Bärenführer, Titelblatt, Juni 1917

MA: Internacionális aktivista müvészeti folyóirat (Abkürzung für Magyar Aktivizmus (deutsch Ungarischer Aktivismus), Anspielung auf ungarisch ma (deutsch heute)) war eine ungarische, avantgardistische Literatur- und Kunstzeitschrift. Sie erschien von 1916 bis 1925, zunächst in Budapest und später in Wien.

## Geschichte
1916 wurde die von Lajos Kassák in Budapest veröffentlichte Zeitschrift A Tett (Die Tat) verboten, nachdem Beiträge aus Ländern, mit denen Österreich-Ungarn Krieg führte, erschienen waren. Daraufhin gründete Kassák Ma, die erste Ausgabe erschien am 1. November 1916. Am 14. Juli 1919 wurde Ma von der Regierung der neuen ungarischen Räterepublik ebenfalls verboten, Kassák verließ Ungarn und gründete die Zeitschrift am 1. Mai 1920 in Wien neu, wo sie bis zum 1. Dezember 1925 erschien. 1926 kehrte Kassák nach Budapest zurück und gründete als Nachfolger von Ma die Zeitschrift Dokumentum, die aber nach nur fünf Ausgaben eingestellt wurde.
Die Zeitschrift MA wurde insbesondere von deutschen avantgardistischen Strömungen beeinflusst. Insbesondere bestand ein enger künstlerischer Austausch mit der Zeitschrift und Galerie „Der Sturm“. Vornehmlich Herwarth Walden ist eine Förderung und Etablierung der ungarischen Kunst in Europa zu verdanken. Sturm und MA Künstler und Künstlerinnen veröffentlichten so wechselseitig in beiden Zeitschriften.

## Künstlerische Ausrichtung
In MA erschienen Texte und Bilder verschiedener modernistischer Richtungen, z. B. Futurismus, Expressionismus, Kubismus, Konstruktivismus und Dadaismus.
Zu den Autoren, die zu MA beitrugen, gehörten z. B. Hans Arp, Sándor Barta, Blaise Cendrars, Jean Cocteau, Alexic Dragan, Claire Goll, Vicente Huidobro, Richard Huelsenbeck, Ernő Kállai (unter Pseudonym Péter Mátyás), Fernand Léger, Franz Liebhard, Ljubomir Micic, Gorham Munson, Nikolai Punin, Hans Richter, Andor Sugár und andere. Die Texte erschienen fast ausschließlich in ungarischer Sprache, in den letzten Jahren einzelne Texte auf Deutsch.
Bildende Künstler, deren Werke in MA veröffentlicht wurden, waren z. B. Sándor Bortnyik, Theo van Doesburg, Petar Dobrović, Albert Gleizes, Lajos Gulácsy, Raoul Hausmann, Iván Hevesy, Vilmos Huszár, János Kmetty, Jacques Lipchitz, El Lissitzky, Hans Mattis-Teutsch, Laszlo Moholy-Nagy, Piet Mondrian, Jószef Nemes Lampérth, Jacobus Johannes Pieter Oud, Francis Picabia, Man Ray, Oskar Schlemmer, Wladimir Tatlin, Maria Uhden und Béla Uitz.